# Fléchy
Fléchy est une commune française située dans le département de l'Oise en région Hauts-de-France.
Ses habitants sont appelés les Fléchissois et les Fléchissoises.

## Géographie

### Description
Louis Graves décrivait en 1843 ce village-rue picardsitué dans un creux de vallées comme une « petite commune à territoire ovalaire appuyé vers l'ouest aux coteaux boisés du canton de Crèvecœur, à pentes tendant à l'est vers la vallée de la Noye. La superficie est tourmentée, découverte ». Elle est située à 26 km au sud-ouest d'Amiens et à 30 km au nord-est de Beauvais.
L'autoroute A16 limite à l'ouest le territoire communal, et le village est aisément accessible depuis l'ancienne route nationale 1.

### Communes limitrophes
La commune jouxte Bonneuil au nord, Esquennoy à l'est, Villers-Vicomte au sud, Cormeilles , Blancfossé à l'ouest.
|            | Bonneuil-les-Eaux |           |
| Blancfossé | Fléchy            | Esquennoy |
| Cormeilles | Villers-Vicomte   |           |

### Hydrographie
La commune est située dans le bassin Artois-Picardie. Elle n'est drainée par aucun cours d'eau.

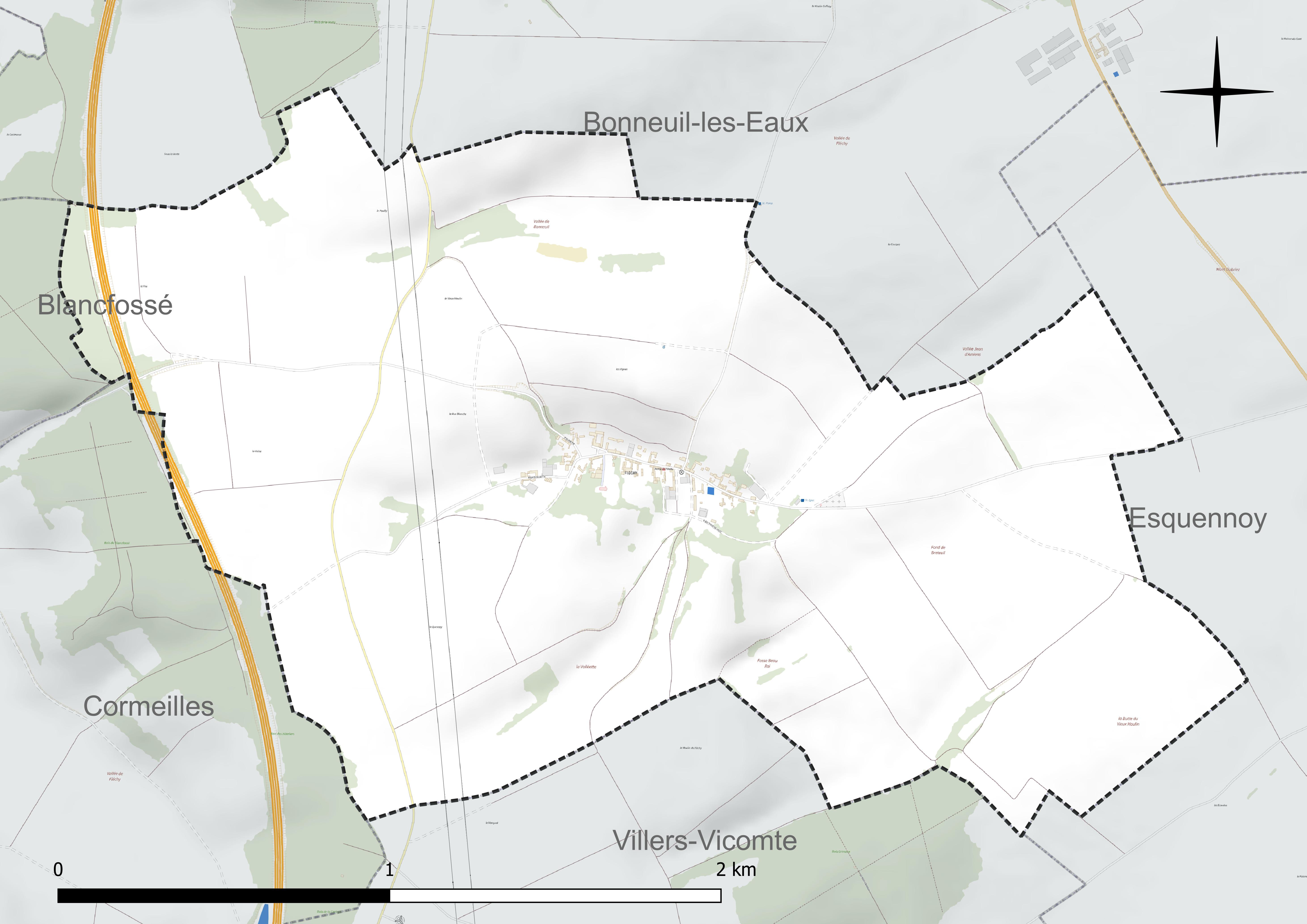
Réseau hydrographique de Fléchy.

### Climat
Pour des articles plus généraux, voir Climat des Hauts-de-France et Climat de l'Oise.
En 2010, le climat de la commune est de type climat océanique dégradé des plaines du Centre et du Nord, selon une étude du CNRS s'appuyant sur une série de données couvrant la période 1971-2000. En 2020, Météo-France publie une typologie des climats de la France métropolitaine dans laquelle la commune est exposée à un climat océanique et est dans la région climatique Nord-est du bassin Parisien, caractérisée par un ensoleillement médiocre, une pluviométrie moyenne régulièrement répartie au cours de l'année et un hiver froid (3 °C).
Pour la période 1971-2000, la température annuelle moyenne est de 10,4 °C, avec une amplitude thermique annuelle de 14,3 °C. Le cumul annuel moyen de précipitations est de 696 mm, avec 11,7 jours de précipitations en janvier et 8,2 jours en juillet. Pour la période 1991-2020, la température moyenne annuelle observée sur la station météorologique la plus proche, située sur la commune de Rouvroy-les-Merles à 9 km à vol d'oiseau, est de 10,7 °C et le cumul annuel moyen de précipitations est de 647,9 mm,. Pour l'avenir, les paramètres climatiques de la commune estimés pour 2050 selon différents scénarios d'émission de gaz à effet de serre sont consultables sur un site dédié publié par Météo-France en novembre 2022.

## Urbanisme

### Typologie
Au 1er janvier 2024, Fléchy est catégorisée commune rurale à habitat dispersé, selon la nouvelle grille communale de densité à sept niveaux définie par l'Insee en 2022.
Elle est située hors unité urbaine et hors attraction des villes,.

### Occupation des sols
L'occupation des sols de la commune, telle qu'elle ressort de la base de données européenne d'occupation biophysique des sols Corine Land Cover (CLC), est marquée par l'importance des territoires agricoles (99,3 % en 2018), une proportion identique à celle de 1990 (99,3 %). La répartition détaillée en 2018 est la suivante : 
terres arables (90,4 %), zones agricoles hétérogènes (8,9 %), forêts (0,7 %). L'évolution de l'occupation des sols de la commune et de ses infrastructures peut être observée sur les différentes représentations cartographiques du territoire : la carte de Cassini (XVIIIe siècle), la carte d'état-major (1820-1866) et les cartes ou photos aériennes de l'IGN pour la période actuelle (1950 à aujourd'hui).

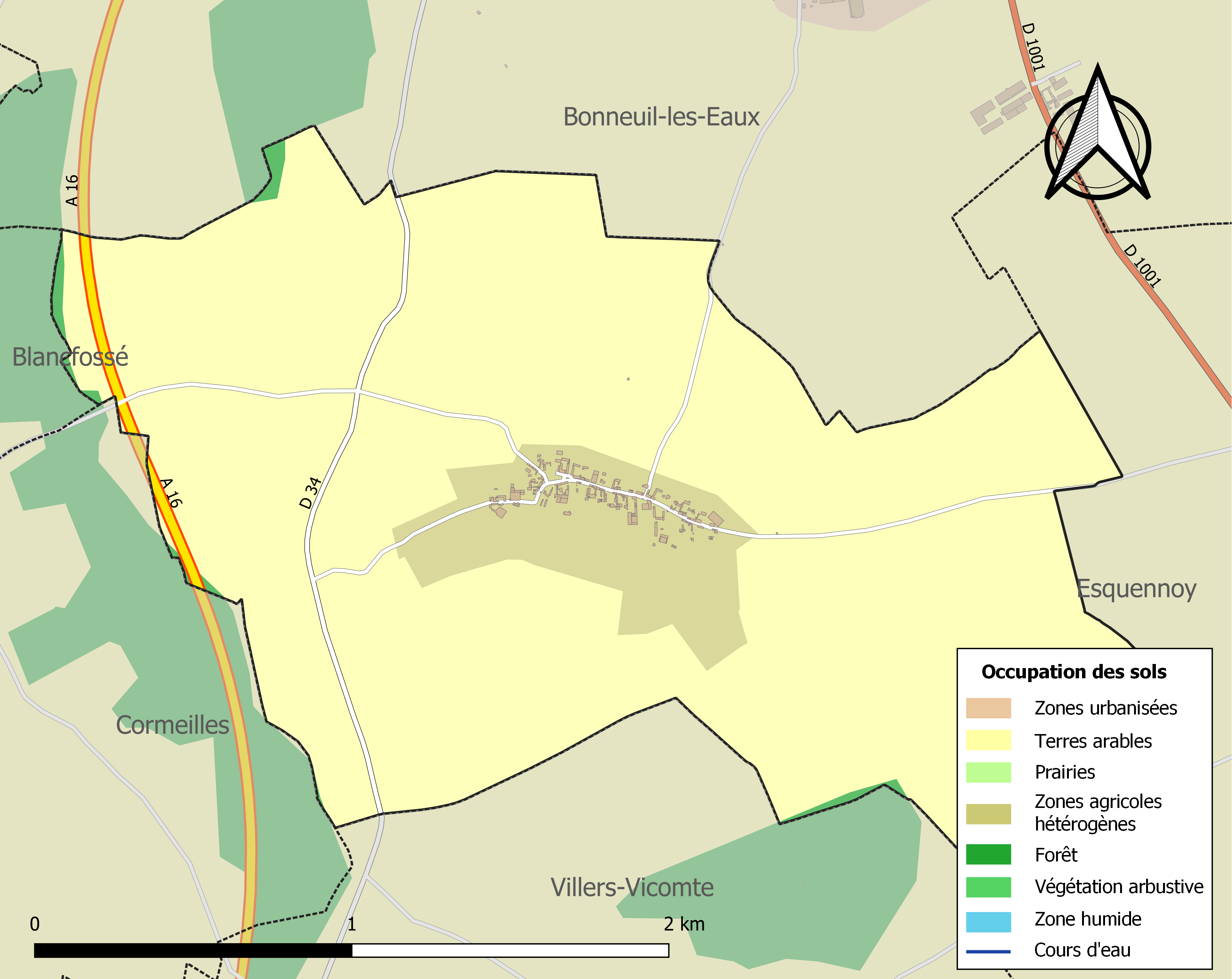
Carte des infrastructures et de l'occupation des sols de la commune en 2018 (CLC).

### Habitat et logement
En 2019, le nombre total de logements dans la commune était de 45, alors qu'il était de 46 en 2014 et de 49 en 2009.
Parmi ces logements, 75,6 % étaient des résidences principales, 8,9 % des résidences secondaires et 15,6 % des logements vacants. Ces logements étaient pour 93,3 % d'entre eux des maisons individuelles et pour 4,4 % des appartements.
Le tableau ci-dessous présente la typologie des logements à Fléchy en 2019 en comparaison avec celle de l'Oise et de la France entière. Une caractéristique marquante du parc de logements est ainsi une proportion de résidences secondaires et logements occasionnels (8,9 %) supérieure à celle du département (2,4 %) et à celle de la France entière (9,7 %). Concernant le statut d'occupation de ces logements, 79,4 % des habitants de la commune sont propriétaires de leur logement (76,5 % en 2014), contre 61,4 % pour l'Oise et 57,5 pour la France entière.
| Typologie                                               | Fléchy | Oise | France entière |
| ------------------------------------------------------- | ------ | ---- | -------------- |
| Résidences principales (en %)                           | 75,6   | 90,4 | 82,1           |
| Résidences secondaires et logements occasionnels (en %) | 8,9    | 2,4  | 9,7            |
| Logements vacants (en %)                                | 15,6   | 7,1  | 8,2            |

### Voies de communication et transports
La commune est desservie, en 2023, par les lignes 615, 616 et 6122 du réseau interurbain de l'Oise.

## Toponymie
Le village s'est appelé Flecciae en 1230, Fléchie, Fleschies, Flechyes en 1278, Flechies (Fleceiœ).
Fléchy représenterait l'évolution d'un hypothétique *Flacciacum, basé, soit sur flacca , bas latin , « flaque , flache , terrain humide », soit sur le nom de personne latin Flaccius, suivi du suffixe -(i)acum de localisation, d'origine gauloise.

## Histoire

### Antiquité
Des vestiges de tuiles romaines, des médailles et des constructions souterraines ont été découvertes au lieu-dit le dessus de la fosse Beauroy.

### Temps modernes
Un moulin à vent était signalé à Fléchy en 1776, visible depuis Esquennoy.
Le village a été détruit à plusieurs reprises par des incendies. L'un d'eux, survenu en 1773, consuma les trois-quarts du village et  détruisit l'accès à des muches (souterrains-refuges) situées Rue blanche, protégées par une porte garnie de meurtrières.

### Époque contemporaine
Au milieu du XIXe siècle, la population vivait des travaux agricoles et de la confection des étoffes de laine, et disposait déjà d'une école. Une carrière et un moulin à vent étaient exploités dans la commune.

## Politique et administration

### Rattachements administratifs et électoraux
La commune se trouve dans l'arrondissement de Clermont du département de l'Oise. Pour l'élection des députés, elle fait partie de la première circonscription de l'Oise.
Elle faisait partie depuis 1793 du canton de Breteuil. Dans le cadre du redécoupage cantonal de 2014 en France, cette circonscription administrative territoriale a disparu, et le canton n'est plus qu'une circonscription électorale.

#### Rattachements électoraux
Pour les élections départementales, la commune fait partie depuis 2014 du canton de Saint-Just-en-Chaussée
Pour l'élection des députés, elle fait partie de la première circonscription de l'Oise.

### Intercommunalité
La commune faisait partie de la communauté de communes des Vallées de la Brèche et de la Noye un établissement public de coopération intercommunale (EPCI) à fiscalité propre créé fiin 1992 et auquel la commune avait transféré un certain nombre de ses compétences, dans les conditions déterminées par le code général des collectivités territoriales..
Dans le cadre des dispositions de la loi portant nouvelle organisation territoriale de la République (Loi NOTRe) du 7 août 2015, qui prévoit que les établissements publics de coopération intercommunale (EPCI) à fiscalité propre doivent avoir un minimum de 15 000 habitants, le préfet de l'Oise a publié en octobre 2015 un projet de nouveau schéma départemental de coopération intercommunale, qui prévoit la fusion de plusieurs intercommunalités, et notamment celle de Crèvecœur-le-Grand (CCC) et celle des Vallées de la Brèche et de la Noye (CCVBN), soit une intercommunalité de 61 communes pour une population totale de 27 196 habitants.
Après avis favorable de la majorité des conseils communautaires et municipaux concernés, cette intercommunalité dénommée communauté de communes de l'Oise picarde et dont la commune est désormais membre, est créée au 1er janvier 2017.

### Liste des maires
| Période                                  | Période                         | Identité              | Étiquette | Qualité                                          |
| ---------------------------------------- | ------------------------------- | --------------------- | --------- | ------------------------------------------------ |
| Les données manquantes sont à compléter. |                                 |                       |           |                                                  |
| juin 1995                                | 2014                            | Jean Feuillet         | DVD       | Agriculteur                                      |
| 2014                                     | En cours (au 13 septembre 2022) | Jean-Christophe Vitte |           | Chauffeur routier Réélu pour le mandat 2020-2026 |

## Population et société

### Démographie

#### Évolution démographique
L'évolution du nombre d'habitants est connue à travers les recensements de la population effectués dans la commune depuis 1793. Pour les communes de moins de 10 000 habitants, une enquête de recensement portant sur toute la population est réalisée tous les cinq ans, les populations de référence des années intermédiaires étant quant à elles estimées par interpolation ou extrapolation. Pour la commune, le premier recensement exhaustif entrant dans le cadre du nouveau dispositif a été réalisé en 2004.

En 2022, la commune comptait 87 habitants, en évolution de −11,22 % par rapport à 2016 (Oise : +0,87 %, France hors Mayotte : +2,11 %).
| 1793 | 1800 | 1806 | 1821 | 1831 | 1836 | 1841 | 1846 | 1851 |
| ---- | ---- | ---- | ---- | ---- | ---- | ---- | ---- | ---- |
| 304  | 313  | 355  | 343  | 324  | 336  | 335  | 333  | 295  |

| 1856 | 1861 | 1866 | 1872 | 1876 | 1881 | 1886 | 1891 | 1896 |
| ---- | ---- | ---- | ---- | ---- | ---- | ---- | ---- | ---- |
| 276  | 295  | 296  | 273  | 235  | 202  | 220  | 205  | 193  |

| 1901 | 1906 | 1911 | 1921 | 1926 | 1931 | 1936 | 1946 | 1954 |
| ---- | ---- | ---- | ---- | ---- | ---- | ---- | ---- | ---- |
| 174  | 163  | 165  | 144  | 148  | 141  | 129  | 140  | 132  |

| 1962 | 1968 | 1975 | 1982 | 1990 | 1999 | 2004 | 2006 | 2009 |
| ---- | ---- | ---- | ---- | ---- | ---- | ---- | ---- | ---- |
| 110  | 103  | 102  | 95   | 86   | 85   | 87   | 89   | 97   |

| 2014 | 2019 | 2022 | - | - | - | - | - | - |
| ---- | ---- | ---- | - | - | - | - | - | - |
| 96   | 89   | 87   | - | - | - | - | - | - |

#### Pyramide des âges
En 2018, le taux de personnes d'un âge inférieur à 30 ans s'élève à 31,5 %, soit en dessous de la moyenne départementale (37,3 %). À l'inverse, le taux de personnes d'âge supérieur à 60 ans est de 29,3 % la même année, alors qu'il est de 22,8 % au niveau départemental.
En 2018, la commune comptait 52 hommes pour 40 femmes, soit un taux de 56,52 % d'hommes, largement supérieur au taux départemental (48,89 %).
Les pyramides des âges de la commune et du département s'établissent comme suit.
| Hommes | Classe d’âge | Femmes |
| ------ | ------------ | ------ |
| 0,0    | 90 ou +      | 0,0    |
| 14,0   | 75-89 ans    | 10,3   |
| 12,0   | 60-74 ans    | 23,1   |
| 26,0   | 45-59 ans    | 20,5   |
| 12,0   | 30-44 ans    | 20,5   |
| 8,0    | 15-29 ans    | 17,9   |
| 28,0   | 0-14 ans     | 7,7    |

| Hommes | Classe d’âge | Femmes |
| ------ | ------------ | ------ |
| 0,5    | 90 ou +      | 1,4    |
| 5,5    | 75-89 ans    | 7,6    |
| 15,6   | 60-74 ans    | 16,3   |
| 20,8   | 45-59 ans    | 20     |
| 19,4   | 30-44 ans    | 19,4   |
| 17,6   | 15-29 ans    | 16,2   |
| 20,6   | 0-14 ans     | 19,1   |

## Culture locale et patrimoine

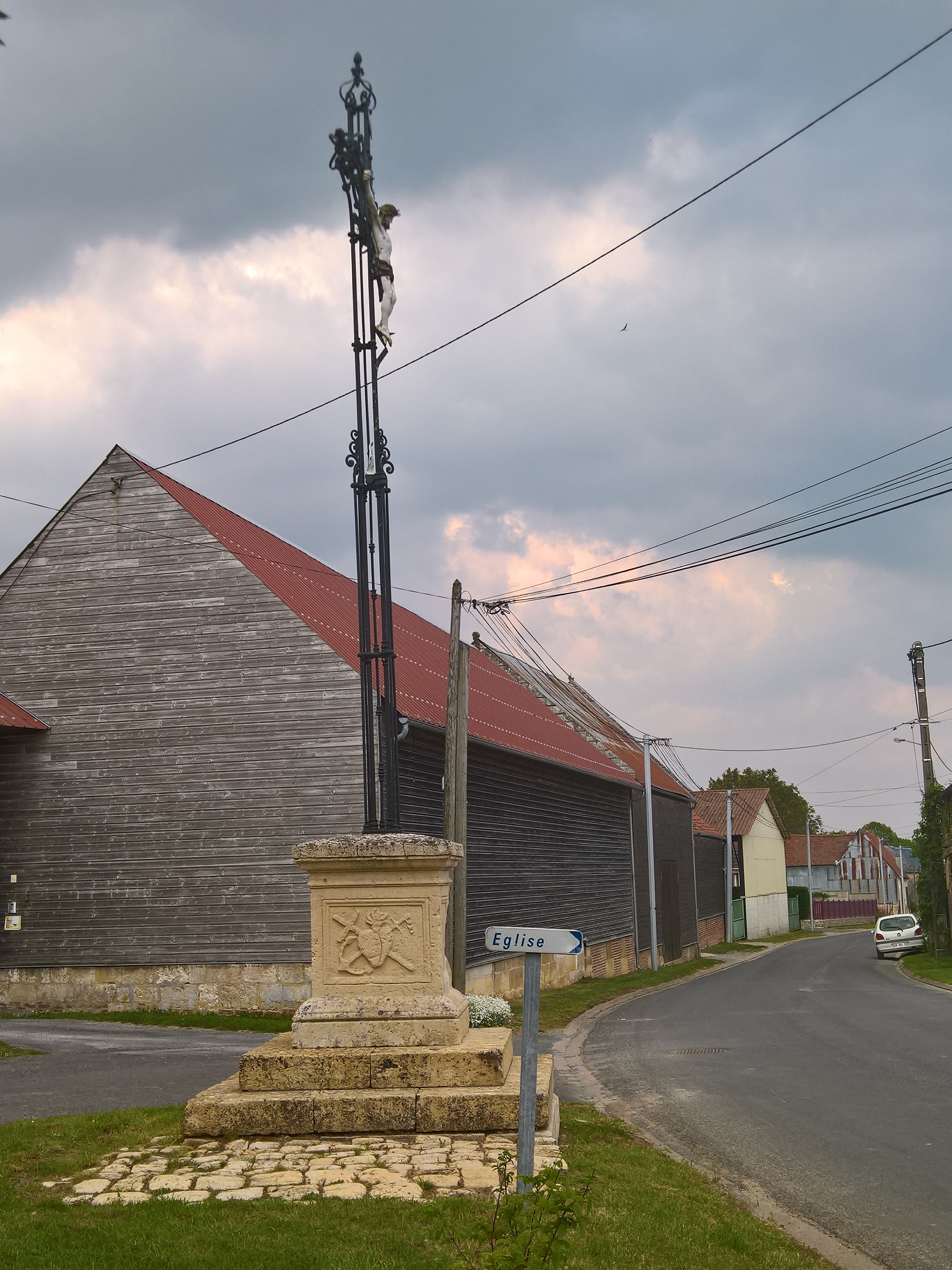
Le calvaire et sa base sculptée, face à l'église.

### Lieux et monuments
- Église Saint-Fuscien-et-Saint-Gentier, datée de 1568 et bâtie d'un seul jet en pierres crayeuses bien appareillées, située en retrait de la Rue principale, sur une petite butte[33].
À l'intérieur se trouvent des lambris du XVIe siècle. Un groupe sculpté en chêne du début du XVIe siècle représentant saint Julien l'Hospitalier et sainte Basilisse transportant saint Jacques dans une barque[34] ainsi qu'une statue d'une Vierge à l'Enfant en calcaire, de la fin du XVe siècle[35] sont classés monuments historiques.
- Chapelle des Brabans, reconstruite en 1786 dans le cimetière. On y trouva sous l'ancienne porte une pierre creuse contenant une monnaie d'argent au millésime do 1555[2].
- Calvaire, à l'intersection entre la route départementale 34 et la rue Blanche.
- Calvaire, rue principale, face à l'église, avec son socle sculpté.
- Puits-fontaine, près de ce calvaire

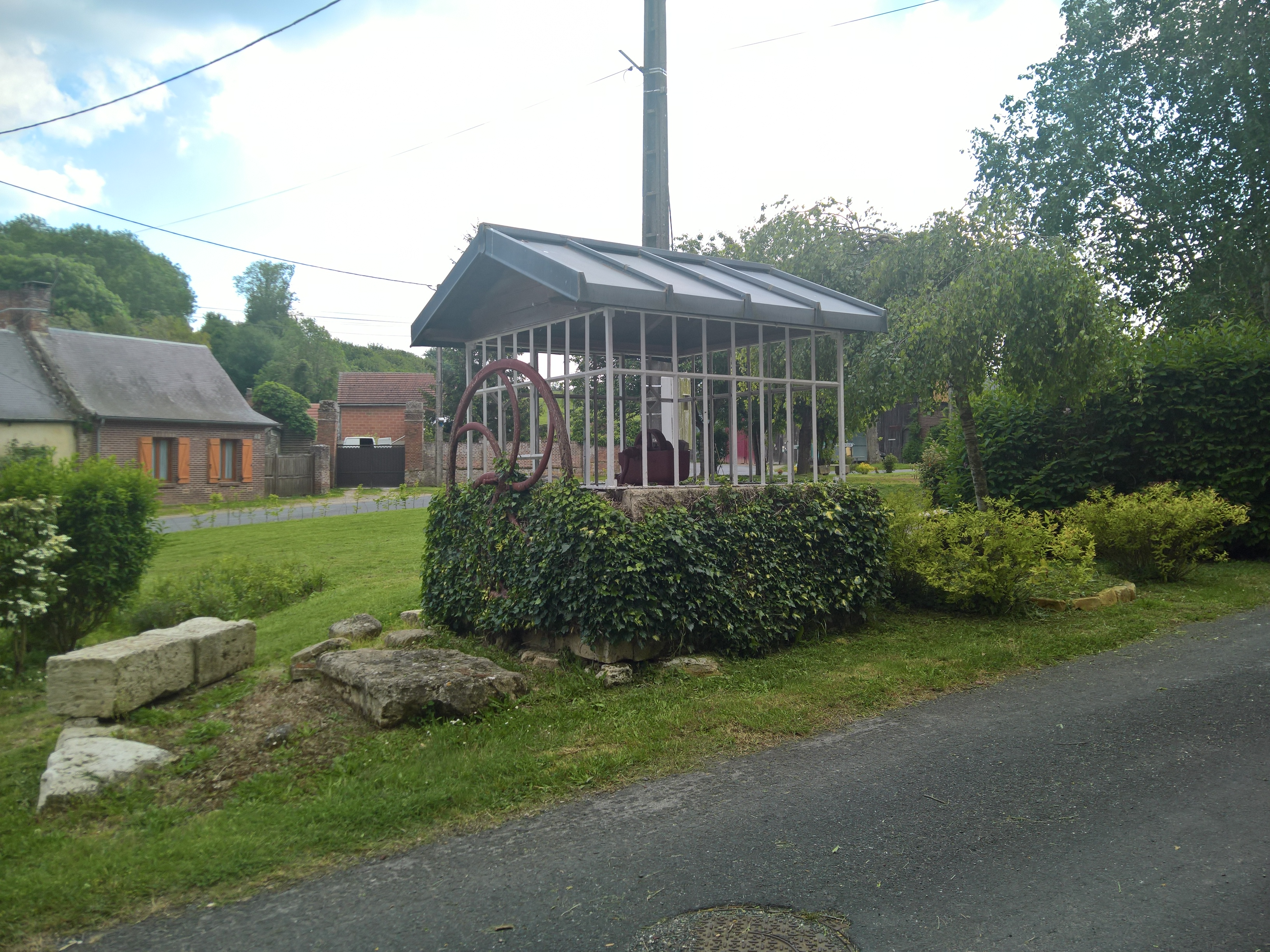
Le puits fontaine
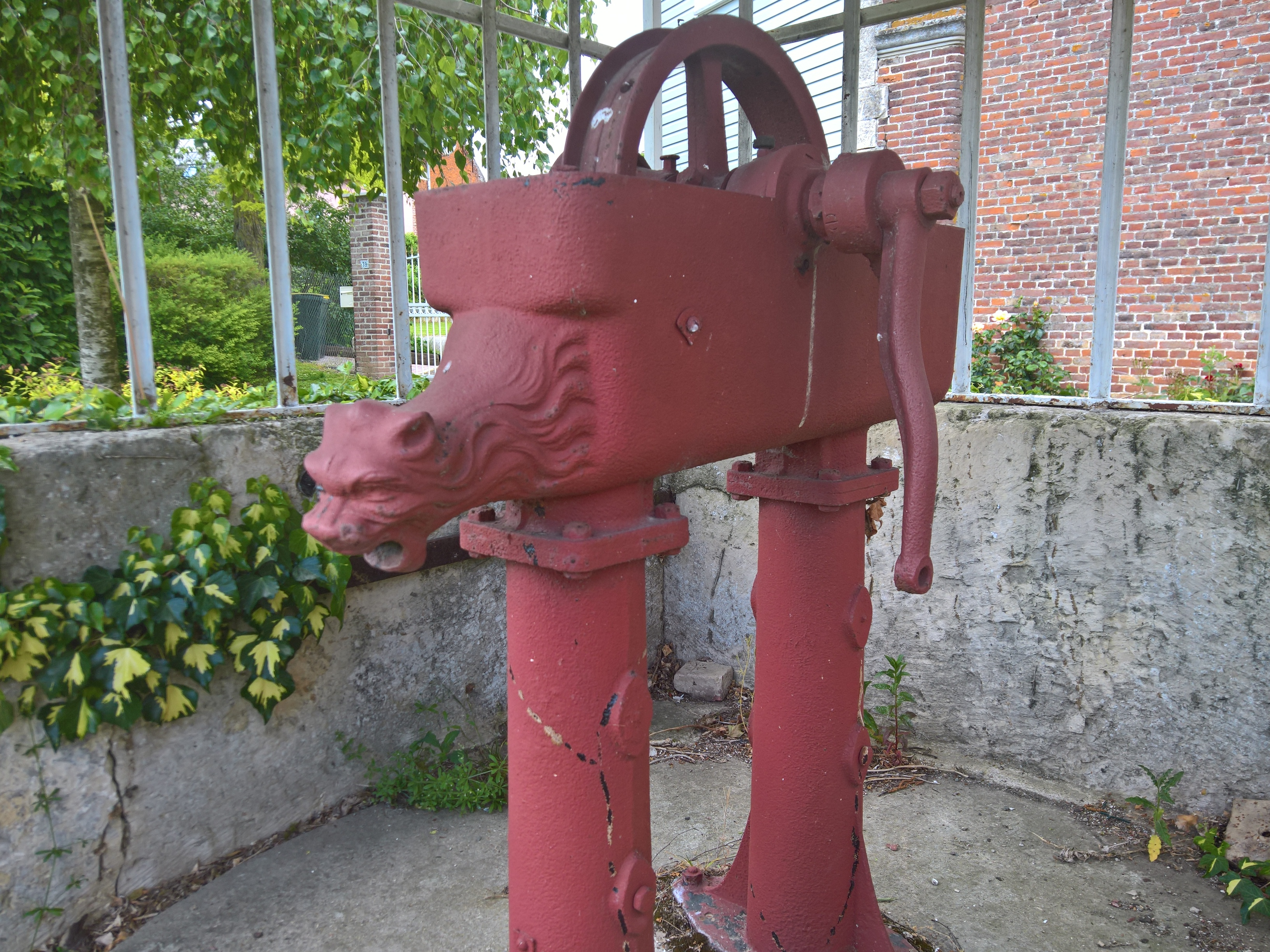
la pompe du puits-fontaine
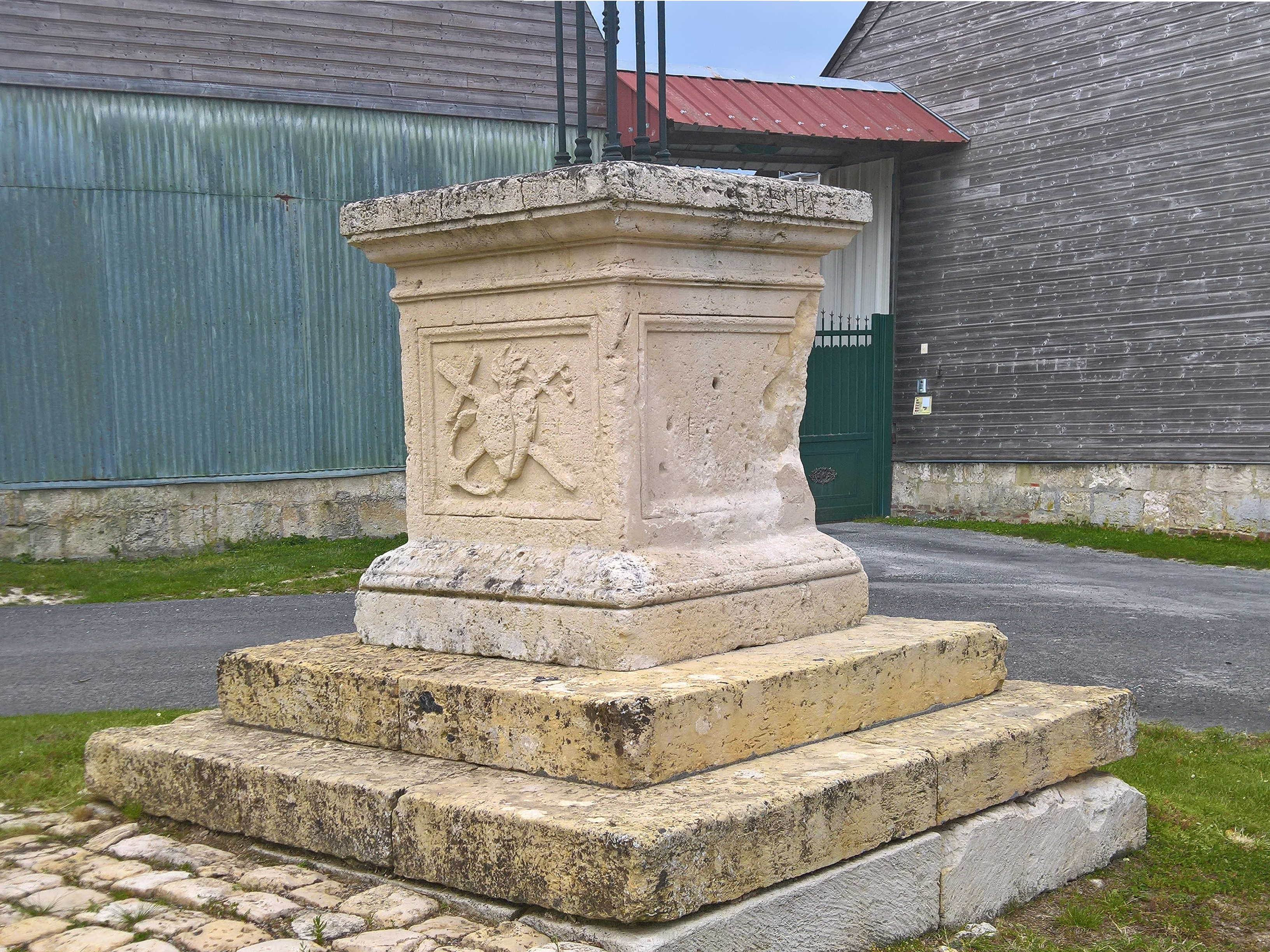
La base sculptée du calvaire
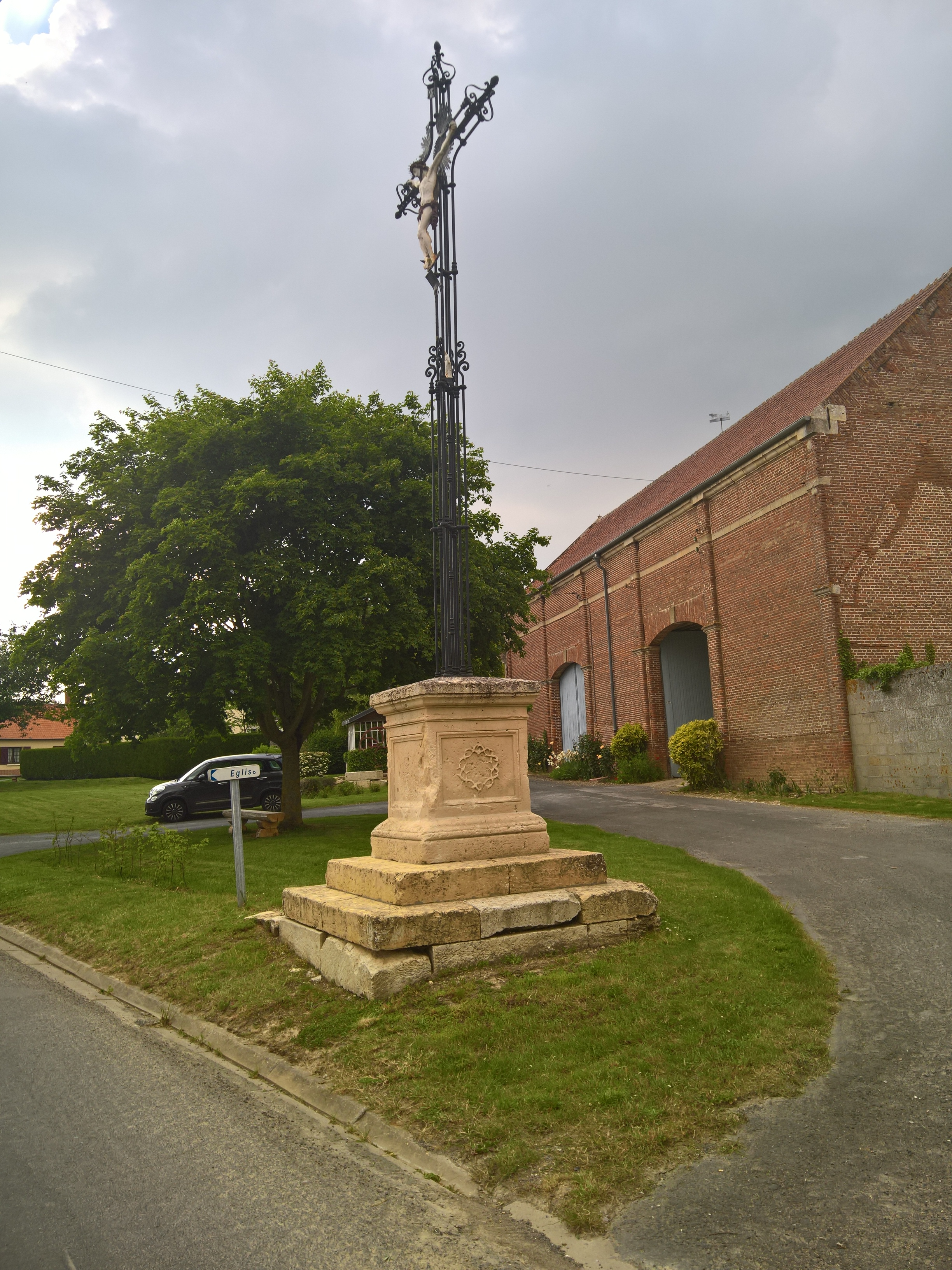
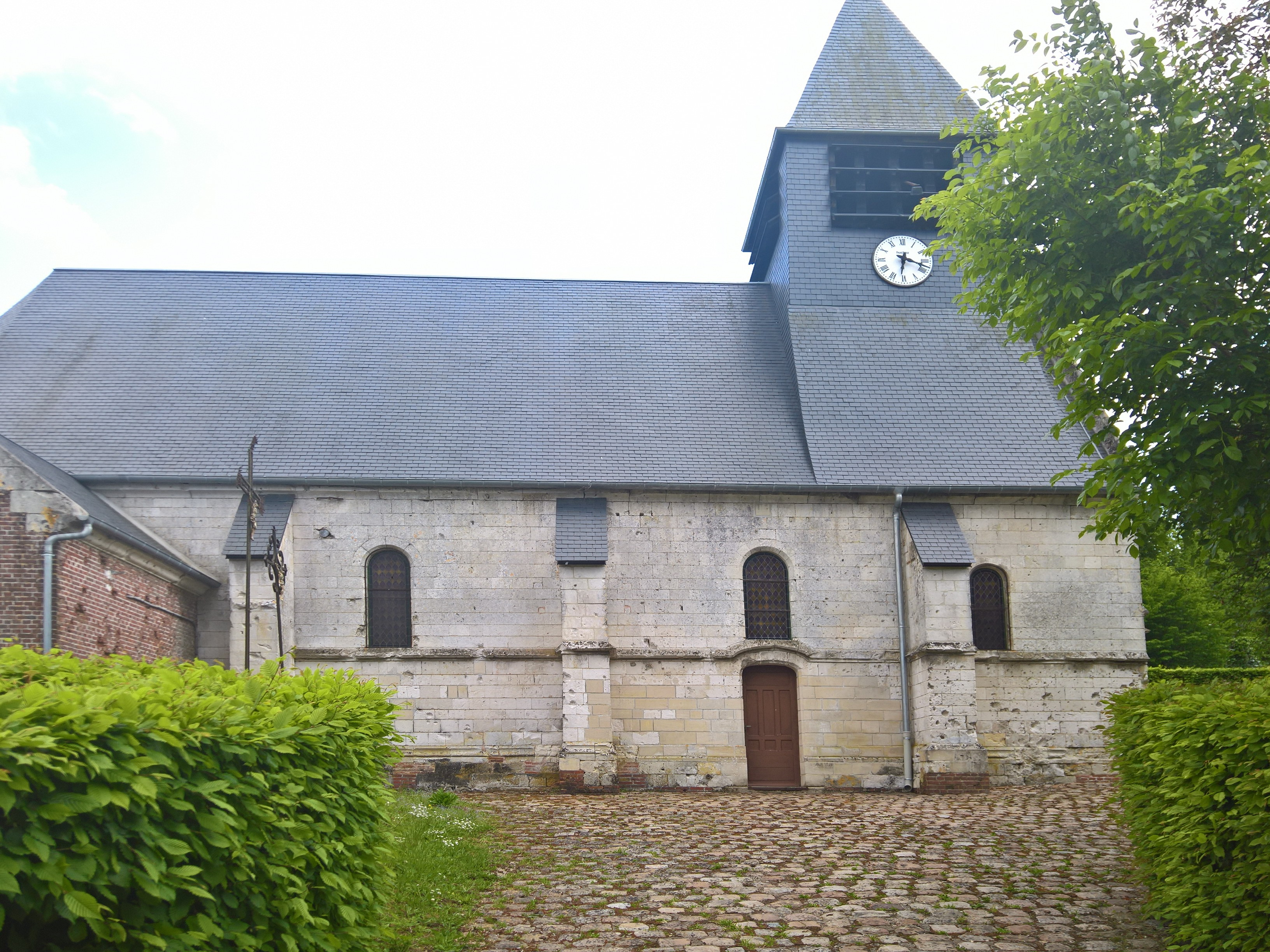
L'église Saint-Fuscien
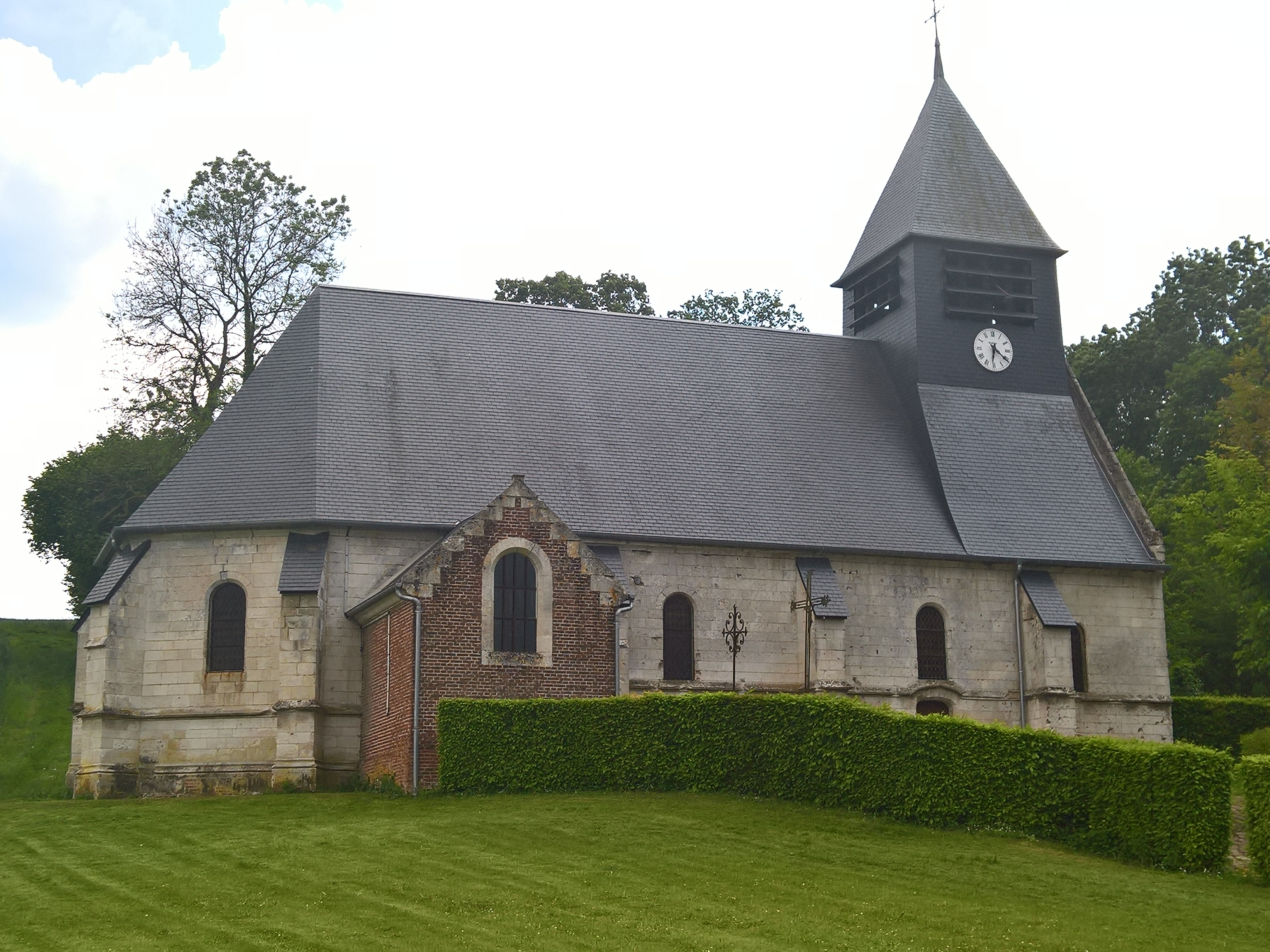
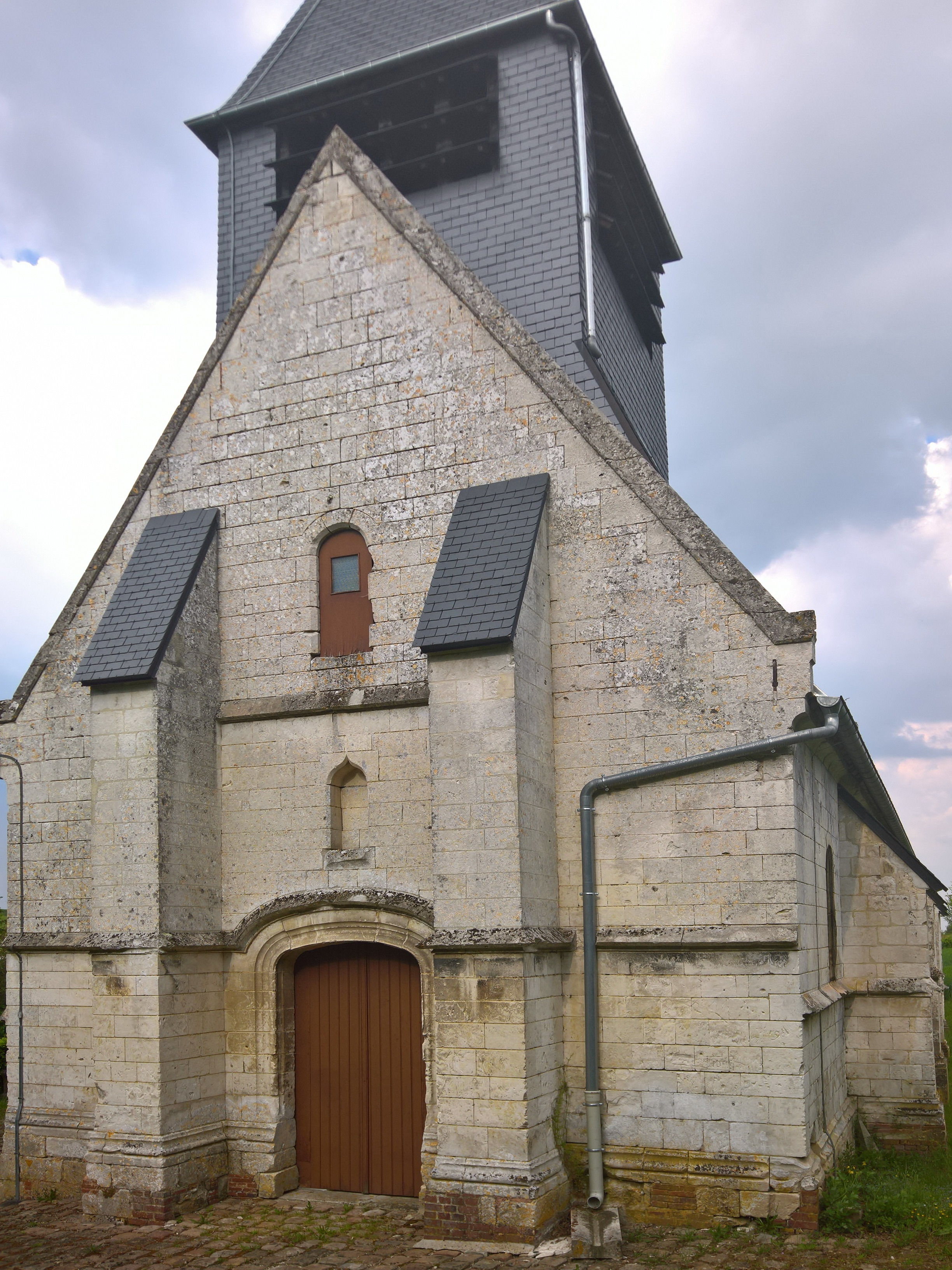

### Personnalités liées à la commune
Le nom de certains seigneur de Fléchy nous est parvenu : 
- Jean de Francastel, écuyer, qui vend les dîmes payées par les villageois à l'Abbaye de Chaalis paren avril 1277[2].
- La maison de Lameth, qui possédait la seigneurie à la fin de l'Ancien Régime[2].